# Dirge of Cerberus: Final Fantasy VII
Dirge of Cerberus: Final Fantasy VII (ダージュ オブ ケルベロス -ファイナルファンタジーVII -Dāju obu Keruberosu -Fainaru Fantajī Sebun-) er en sequel til Final Fantasy VII. Helt præcist er det 2 år efter, men det handler om Vincent Valentine, som er kendt fra Final Fantasy VII.
Spillet er til PlayStation 2, det udkom i Japan i 26. januar 2006 og kom så til USA 15. august 2006. Men det kom først til Europa i november 2006.